# Moynaq
Moynaq també lletrejat com Muynak o Moy'naq (uzbek: Мўйноқ; Karakalpak: Мойнақ; rus: Муйнак) és una ciutat de l'oest de l'Uzbekistan, al nord de la república autònoma del Karakalpakstan. La ciutat té una població de 13.500 habitants l'any 2018.
Anteriorment era una ciutat portuària relativament important, i actualment és la llar d'uns pocs milers d'habitants a tot estirar, ja que la població de Moynaq ha anat disminuint vertiginosament des de la dècada del 1980 a causa de la recessió del mar d'Aral.

## Història

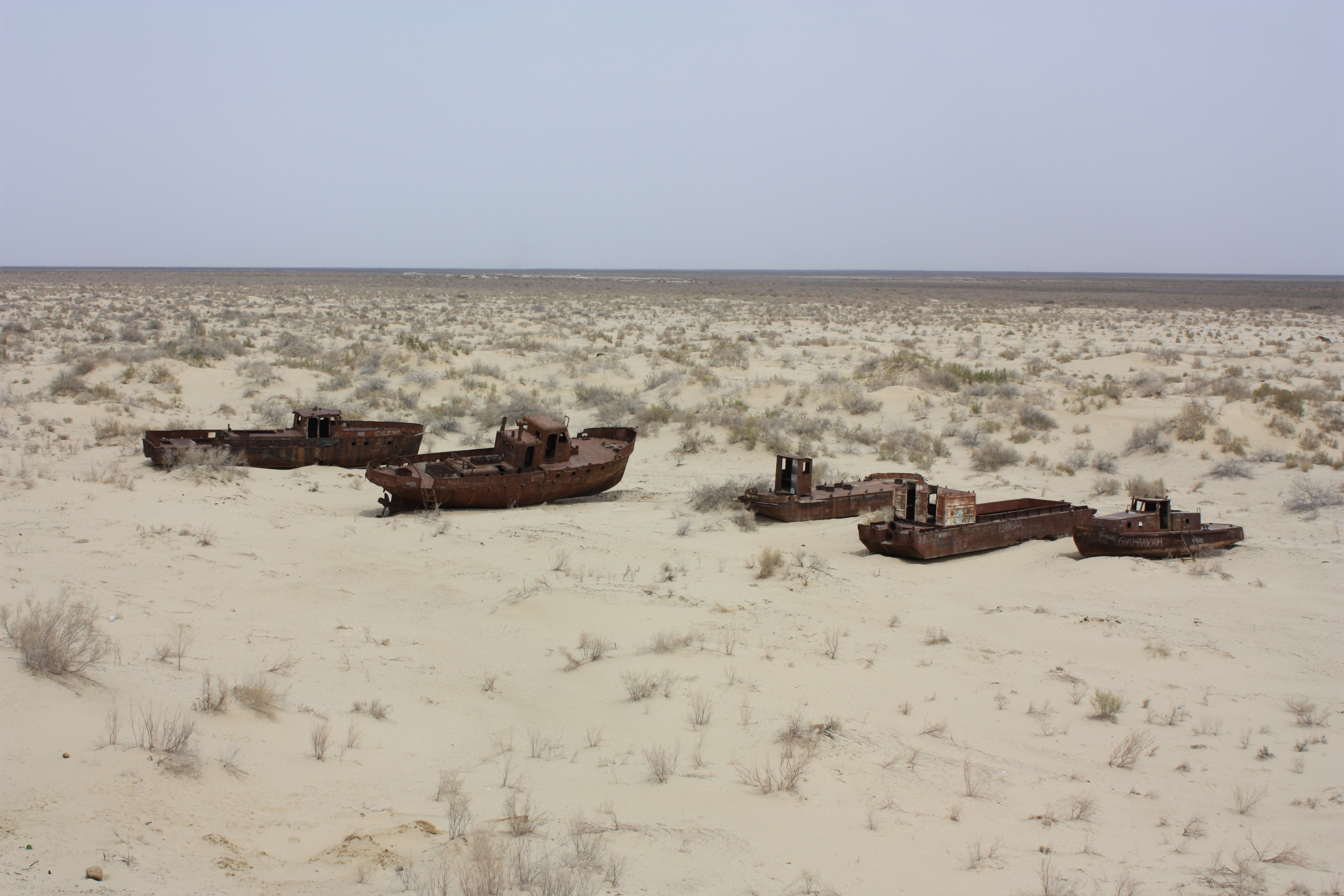
Vaixells abandonats davant Moynaq

Durant la primera meitat del segle XX Moynaq era una ciutat a la riba del mar d'Aral, amb una comunitat de pescadors bulliciosa i l'única ciutat portuària de l'Uzbekistan amb desenes de milers de residents. La pesca era la principal economia de la ciutat, ja que milers i milers de peixos eren pescats, i, en molts casos, exportats a arreu d'Euràsia. De fet, la majoria de la població vivia del mar.
No obstant, a partir del 1960, quan els rius Amudarià i Sirdarià (que alimentaven al mar d'Aral) van ser desviats pel govern soviètic amb la finalitat de convertir l'Àsia central en una zona productora de cotó i cereals, el nivell del mar va començar a baixar, i la línia de la costa s'anà allunyant de la ciutat.

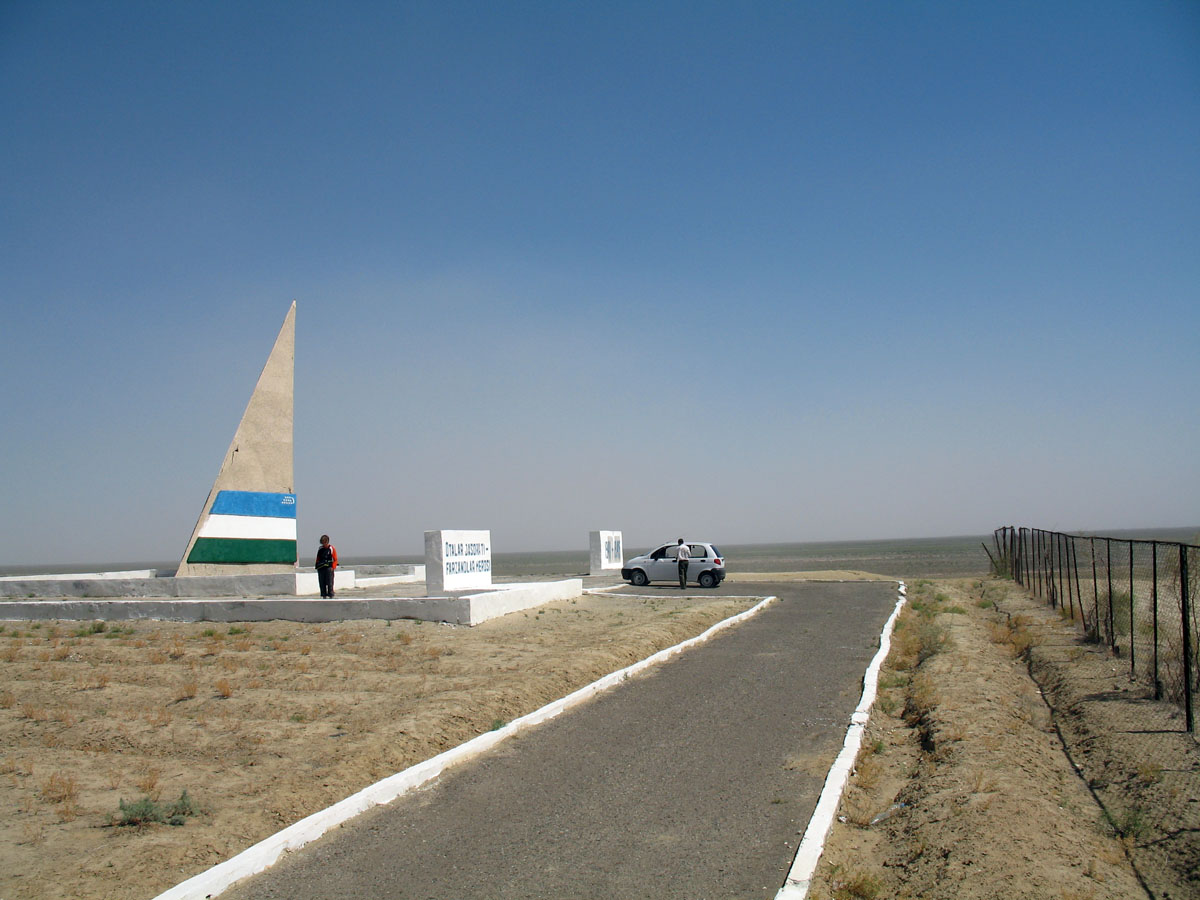
Monument a l'antic port de Moynaq

A partir d'aleshores, quan el mar ja distava quilòmetres de la ciutat, la sal juntament amb els productes químics utilitzats per a la creixença del cotó, s'escamparen i causaren una alta contaminació a la zona, fent que l'aigua del mar s'evaporés més ràpid, augmentant la salanitat i originant greus malalties respiratòries als habitants de la zona.
Actualment Moynaq és una ombra de la ciutat marítima que va ser, amb l'antic mar convertit en un gran desert a centenars de quilòmetres de la nova costa de la mar d'Aral, amb un clima canviant sense la moderació del mar; amb hiverns molt freds i estius molt càlids.
Les principals "atraccions turístiques" de Moynaq són el gran nombre de vaixells abandonats enmig del desert (on hi havia el mar), i un museu d'una sala dedicada a l'herència de Moynaq com a centre de la indústria pesquera.

## Galeria

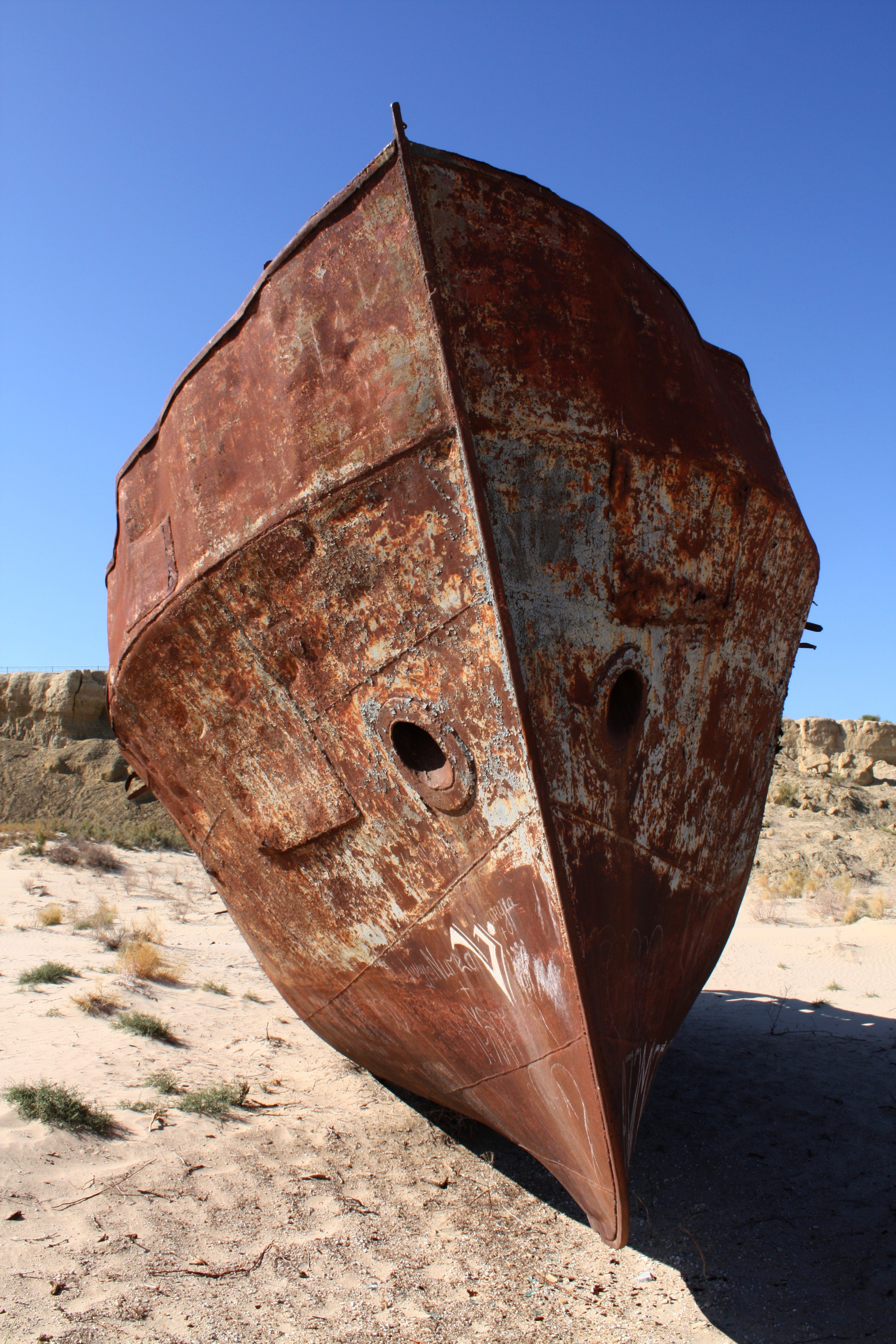
Vaixell rovellat a Moynaq.
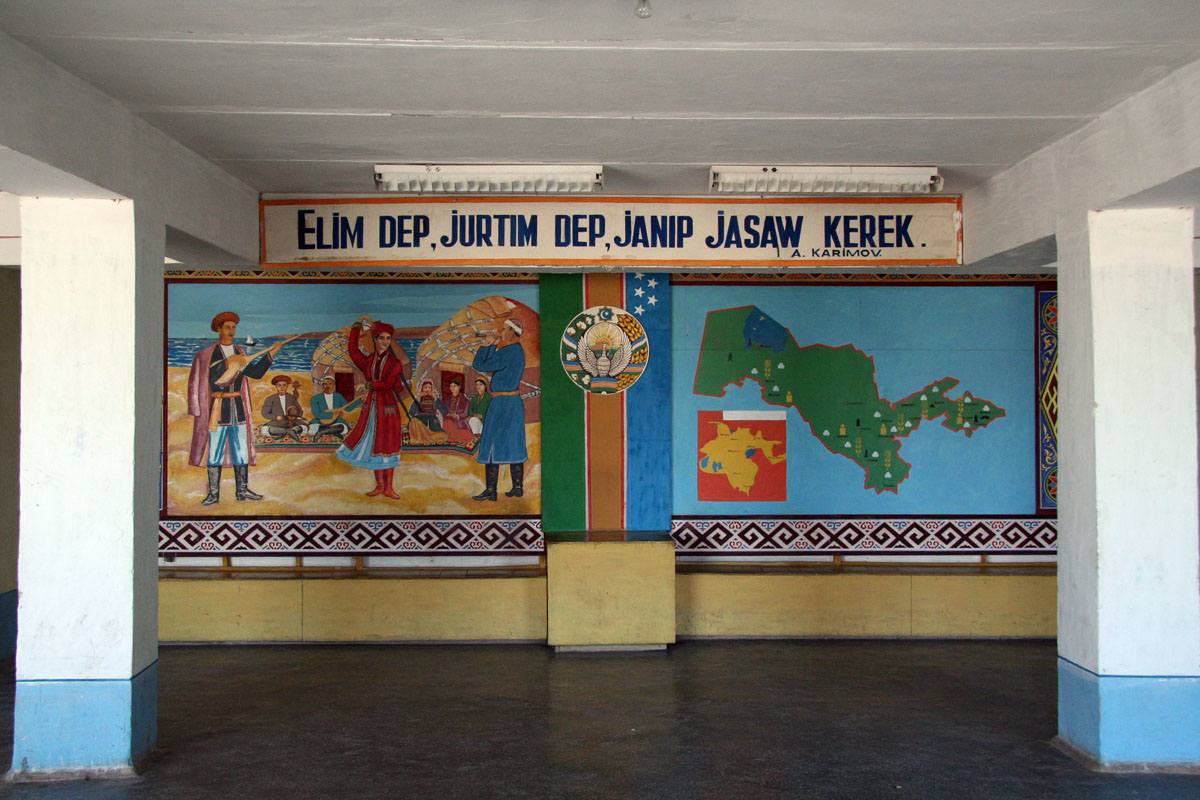
Entrada de l'hotel de la ciutat al museu.